# F1 (granata Australia)
La F1 fragmentation hand grenade (bomba a mano a frammentazione F1) è prodotta dalla Thales Australia ed è usata dalla Australian Defence Force. La F1 è una bomba a frammentazione antiuomo ad alto esplosivo con un raggio di letalità di 6 m, un raggio di ferimento di 15 m ed un raggio massimo di 30 m. La granata pesa 375 g, contiene oltre 4000 sferette d'acciaio di diametro di 2,4 mm, ed ha una spoletta di 4,5 a 5,5 sec. Thales Australia produce anche una F3 da esercitazione, una versione inerte della F1, la quale produce suono e fumo bianco per simulare la detonazione.